# Kommende Ascheraden
Die Kommende Ascheraden nahe der heutigen lettischen Stadt Aizkraukle wurde bereits im Jahre 1209 am Ufer der Düna (Daugava) im Grenzgebiet zwischen Kurland, Semgallen und Livland vom Schwertbrüderorden gegründet und bestand danach von 1252 bis 1478 als Kommende des Deutschen Ordens.

## Die Burg

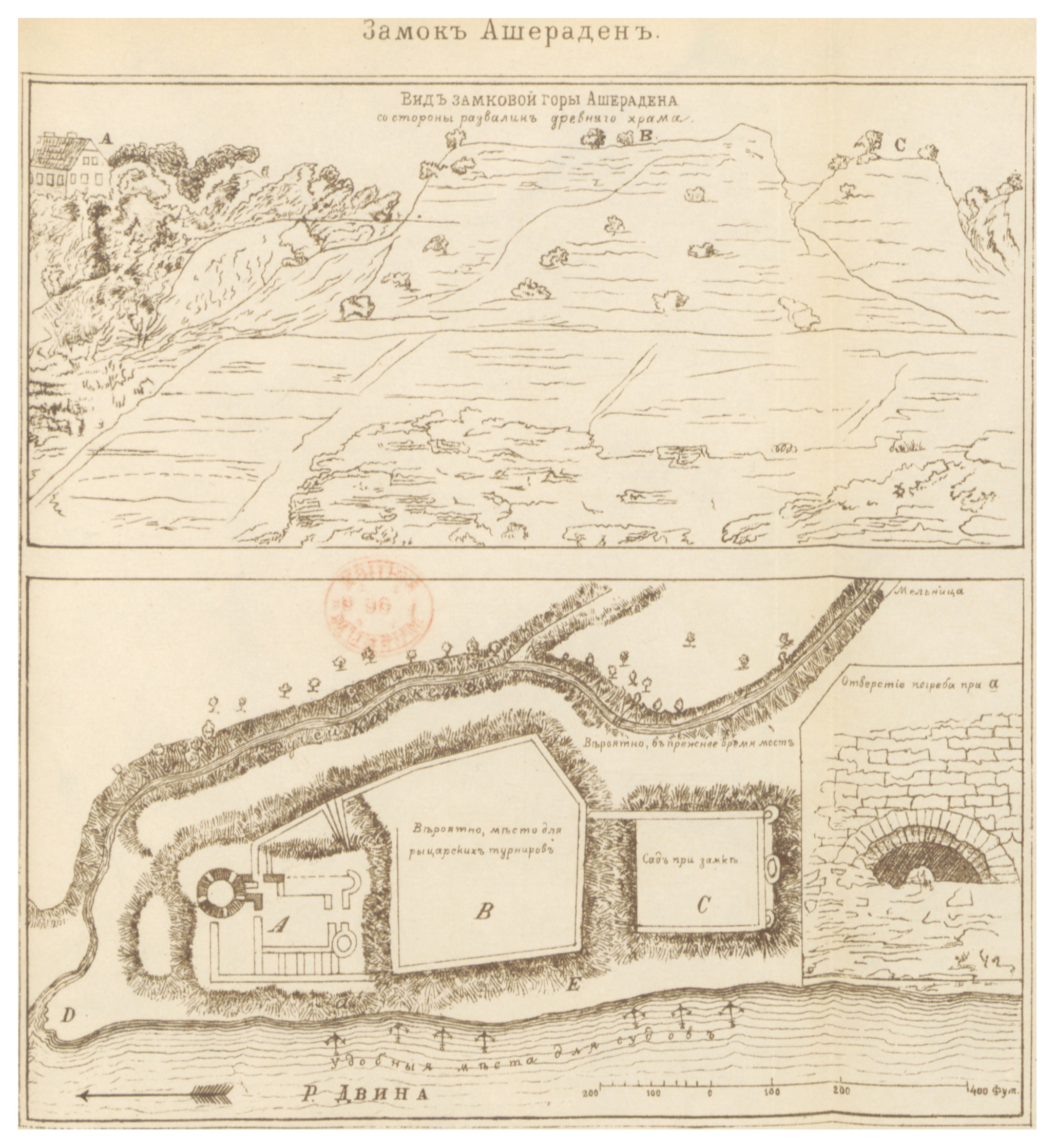
Skizze und Plan der Burgruine (um 1880)

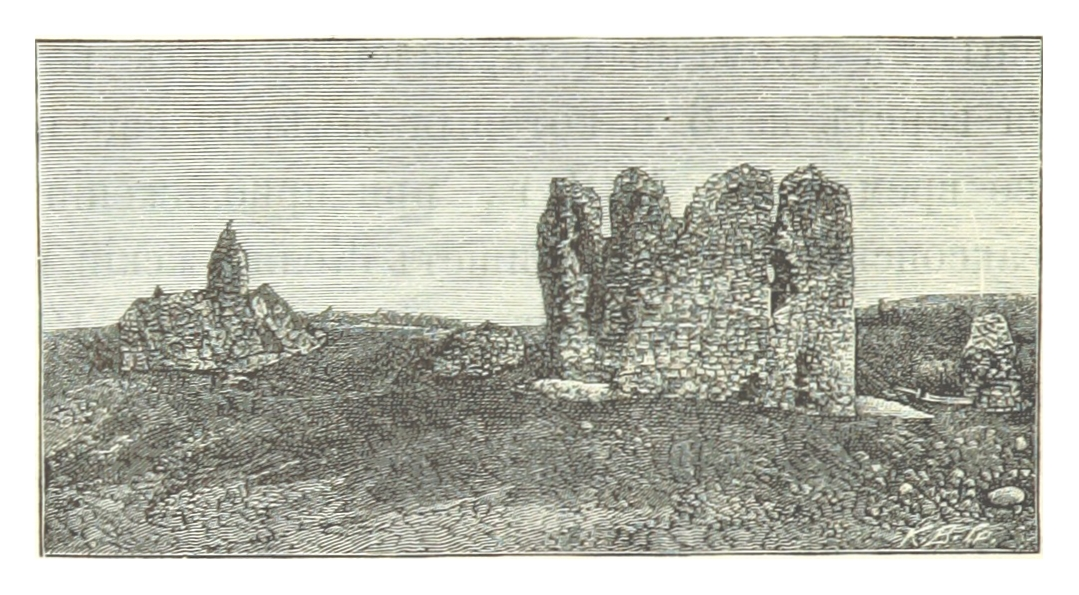
Mauerreste (um 1880)

Die um 1224 erbaute Burg Ascheraden wurde 1226 von dem Semgallenkönig Viestards (Viesturs) erobert, nachdem die Schwertbrüder ihr Bündnis mit ihm gebrochen hatten und in sein Reich eingefallen waren, fiel aber schon bald wieder an die Kreuzritter zurück.  Sie wurde im Livländischen Krieg (1558–1583) zunächst 1559 von Polen-Litauen und dann 1577 kurzfristig von Russland besetzt.  Im Jahre 1633 stand sie noch, war aber bereits 1680 nur noch eine Ruine.  Heute sind nur noch Grundmauern und geringe Reste einer Mauer vorhanden.

## Komture von Ascheraden

### Schwertbrüderorden
- 1209? Hartmut
- 1211–1231 Markward von Bauerbach
- 1234 Bernhard

### Livländischer Orden (Deutscher Orden)
- 1252–1255 Heidenreich
- 1305 Johann von Schonenhagen
- 1387–1393 Conrad von Vytinghove
- 1417–1420 Johann Schwarthof
- 1422–1423 Gerhard von Bögge
- nach 1424 Goswin von Velmede
- 1426–1430 Lambrecht von Merkenich
- 1430–1432 Heinrich von Böckenförde genannt Schüngel
- 1432 Johann von Gilsa
- 1435–1441 Johann von Schafhausen
- 1444–1445 Hermann von Sevinghausen
- 1450 Heinrich Schleier
- 1451–1453 Johann von Krieckenbeck gen. Spor
- 1453–1455 Konrad von Vietinghoff
- 1461–1462 Lubbert von Varssem
- 1462–1465 Wilhelm von Böckenförde gen. Schüngel
- 1470 Konrad von Herzenrode
- 1470–1474 Gerhard von Issum
- 1478 Erwin von Bellersheim